# Georg Rudinger
Georg Rudinger (* 21. Juni 1942 in Leipzig) ist ein deutscher Gerontologe und emer. Professor für Psychologie an der Universität Bonn.

## Leben
Georg Rudinger machte das Abitur 1962 am humanistischen Kaiser-Karls-Gymnasium in Aachen. Von 1962 bis 1967 studierte er an der Universität Bonn Psychologie, Philosophie und Psychopathologie. Von 1967 bis 1971 arbeitete er als wissenschaftlicher Angestellter in verschiedenen Forschungsprojekten, so an der Bonner Längsschnittstudie des Alterns (BOLSA).
Georg Rudinger war von 1969 bis 1978 beim WDR2-Hörfunk und WDR-Fernsehen tätig. In der Abteilung Unterhaltung beim WDR2-Hörfunk gestaltete er die Sendungen „Füttern erlaubt“, die Liedermacherhitparade und die Karnevalshitparade mit. Ab 1972 entwarf Rudinger als Teil der Wissenschaftsredaktion des WDR-Fernsehens u. a. die Sendungen Kopf um Kopf und Privatissimum. 1973 erhielt er mit Hans Ahlborn, Alexander von Cube und Willi Vollmann dafür den Gruner+Jahr-Preis für Media-Forschung.
1971 promovierte er bei Hans Thomae zum Thema „Intelligenz im Alter“. 1974 wurde er Professor an der Universität Bonn und 2010 nach dreijähriger Verlängerung entpflichtet.
Georg Rudinger ist seit 1965 mit Helga Rudinger (geb. Schäfer) verheiratet und Vater zweier Kinder.

## Leistungen
Georg Rudinger nahm verschiedene Gastprofessuren wahr, so an der Pennsylvania State University (1987), an der Universität Genf (1988/89), an der Universität Leipzig (Wilhelm-Wundt Professur, 1990) sowie an der Universität Leiden (1995). Längere Forschungsaufenthalte führten ihn an die Temple University Philadelphia und die University of California.
Seine besonderen Forschungsgebiete sind Entwicklungspsychologie über die Lebensspanne, Technik, Neue Medien, Mobilität (und Alter )als auch Wissenschafts- und Geistesgeschichte. Von 2000 bis 2006 war er Dekan der Philosophischen Fakultät der Universität Bonn. Er ist Gründer des Zentrum für Evaluation und Methoden (ZEM). Er ist Gründer und Sprecher des Zentrums für Alternskulturen (ZAK). Seit Mitte 2010 ist er Geschäftsführender Gesellschafter des Umfragezentrums Bonn (uzbonn).
Rudinger arbeitete in den Siebzigern als freier Mitarbeiter beim WDR.

## Mitgliedschaften und Funktionen
Georg Rudinger war von 1988 bis 1992 Vertrauensdozent der Studienstiftung des Deutschen Volkes. Von 1995 bis 2000 war er Vorsitzender der Strukturkommission und Finanzbeauftragter der Philosophischen Fakultät. Von 2000 bis 2006 war er Dekan der Philosophischen Fakultät der Universität Bonn. Von 2007 bis 2010 war Rudinger Rektoratsbeauftrager für Evaluation und Qualitätssicherung.

## Forschung
Seine wichtigen Forschungsbereiche waren statistische Modelle, Methoden, Surveys, Diagnostik und Evaluation. Ergänzt werden diese Themen durch Forschung in den Bereichen Entwicklungspsychologie über die Lebensspanne, Technik, Neue Medien, Mobilität (und Alter) und Wissenschafts- und Geistesgeschichte.
Forschungsprojekte waren/sind:
- Healthy Campus an der Universität Bonn und der Sporthochschule Köln.[6]
- AGE-V3: Verkehrsbezogene Eckdaten und verkehrssicherheitsrelevante Gesundheitsdaten älterer Verkehrsteilnehmer mit dem Institut für Arbeitsphysiologie an der Universität Dortmund (IfADo) und der Bundesanstalt für Straßenwesen
- MOBIL 2030: Mobilitätskultur in einer alternden Gesellschaft - Szenarien für das Jahr 2030.

## Schriften (Auswahl)
- mit A. Becker, K.-A. Neuhausen und M. Laureys (Hrsg.): Theodosius Schoepffers Gerontologia seu Tractatus de jure senum: Kulturwissenschaftliche Studien zu einem vergessenen Traktat über das Recht alter Menschen. (= Super alta perennis. Studien zur Wirkung der Klassischen Antike. Band 5). Bonn University Press/V&R unipress, Göttingen 2011.
- mit K. Kocherscheid (Hrsg.): Ältere Verkehrsteilnehmer – gefährlich oder gefährdet? (= Applied Research in Psychology and Evaluation 5). Bonn University Press/V&R unipress, Göttingen 2011.
- mit K. Hörsch (Hrsg.): Self-Assessment an Hochschulen: Von der Studienfachwahl zur Profilbildung. (= Applied Research in Psychology and Evaluation 4). Bonn University Press/V&R unipress, Göttingen 2009.
- mit K. Hörsch und Th. Krüger (Hrsg.): Forschung und Beratung – Das Zentrum für Evaluation und Methoden. (= Applied Research in Psychology and Evaluation 3). Bonn University Press/V&R unipress, Göttingen 2009.
- mit K. Hörsch (Hrsg.): Umsetzung von Evaluationsergebnissen: Theorie und Praxis. (= Applied Research in Psychology and Evaluation 2). Bonn University Press/V&R unipress, Göttingen 2009.

Aufsätze (Auswahl)
- mit T. Krüger: Rektor und Wissenschaftsminister des Jahres 2012. In: Forschung & Lehre. 3/2012, S. 216–219.
- mit K. Kocherscheid: Infrastruktur und Verkehr. In: H.-W. Wahl, C. Tesch-Römer, J. P. Ziegelmann (Hrsg.): Angewandte Gerontologie - Interventionen für ein gutes Altern in 100 Schlüsselbegriffen. Kohlhammer, Stuttgart 2012, S. 576–581.
- Längsschnittstudien. In: H. Holling, B. Schmitz (Hrsg.): Handbuch Statistik, Methoden und Evaluation. (= Handbuch der Psychologie. Band 13). Hogrefe, Göttingen 2010, S. 212–223.
- mit A. Becker, E. Jansen, K. A. Neuhausen und W. Schmitz: Kultureller Aspekt des Alterns - Theodosius Schoepffers Gerontologia seu Tractatus de jure senum (1705). In: A. Kruse (Hrsg.): Leben im Alter - Eigen- und Mitverantwortlichkeit in Gesellschaft, Kultur und Politik. Akademische Verlagsgesellschaft, Heidelberg 2010, S. 83–95.
- mit S. Poppelreuter: Elderly and transport. In: K. Button, H. Vega, P. Nijkamp (Hrsg.): A dictionary of transport analysis. Edward Elgar Publishing, Cheltenham, UK/Northampton, MA USA 2010.